# San Sebastián (San José)
San Sebastián es el distrito número 11 del cantón central de la Provincia de San José, Costa Rica. Se caracteriza por ser un distrito comercial y residencial.

## Historia
San Sebastián era conocido a mediados del siglo xix como La Isla, debido a su ubicación entre los ríos María Aguilar y Tiribí. Esta zona se dividía en dos grandes sectores: Paso Ancho y San Sebastián. En 1886 se construyó su primera escuela, y a lo largo del siglo siguiente recibió apoyo estatal para dotarse de los principales servicios públicos. 
En años recientes, el distrito ha experimentado una notable explosión comercial, además de registrar una de las densidades de población más altas de Costa Rica.
En 1998 se construyó en San Sebastián el primer supermercado con formato de hipermercado del país, conocido como Hipermás, el cual posteriormente fue transformado en Walmart, al igual que el resto de establecimientos de esa cadena.

## Ubicación
San Sebastián está ubicado al suroeste de la ciudad. Sus límites son:
- Oeste con Distrito de Hatillo
- Sur con Alajuelita
- Norte con Distritos de Hospital y Catedral
- Este con Distrito de San Francisco de Dos Ríos y el cantón de Desamparados

## Geografía
San Sebastián cuenta con un área de 3,97 km² y una altitud media de 1125 m s. n. m.
El área territorial de San Sebastián varió antes del censo de 1984 al ganar 0,1 km² cedidos por el distrito Hatillo. Por tanto, los datos de densidad de población desde el censo de 1984 no son comparables con los presentados por censos anteriores.

## Demografía
Para el año 2022, San Sebastián cuenta con una población estimada de 50 222 habitantes, y para el último censo efectuado, en 2011, San Sebastián contaba con una población de 40 065 habitantes.
De acuerdo con los censos 2000 y 2011, la población de San Sebastián nacida en el extranjero se distribuye de la siguiente forma.
| País de Nacimiento       | Total 2000 | % Extranjeros | Total 2011 | % Extranjeros |
| ------------------------ | ---------- | ------------- | ---------- | ------------- |
| Nicaragua                | 4.358      | 84,1          | 4.163      | 83,3          |
| Colombia                 | 55         | 1,1           | 243        | 4,9           |
| El Salvador              | 152        | 2,9           | 122        | 2,4           |
| China                    | 52         | 1,0           | 77         | 1,5           |
| Estados Unidos           | 89         | 1,7           | 64         | 1,3           |
| Nacidos en el extranjero | 5.183      | 100,0         | 5.000      | 100,0         |

## Barrios

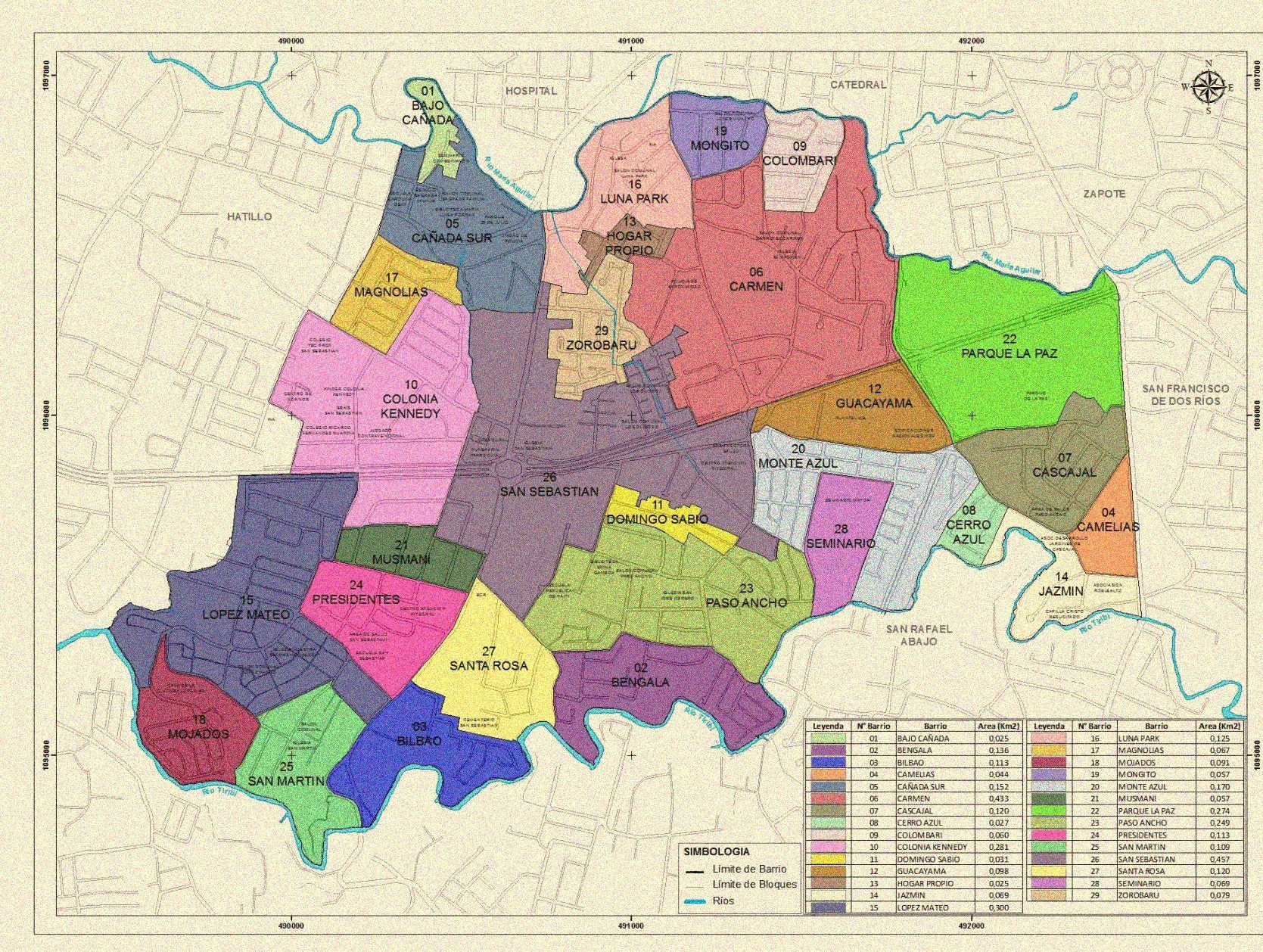
Distribución de los barrios de San Sebastián

San Sebastián tiene 29 barrios: Bajo Cañada, Bengala, Bilbao, Camelias, Cañada Sur, Carmen, Cascajal, Cerro Azul, Colombari, Colonia Kennedy, Domingo Savio, Guacayama, Hogar Propio, Jazmín, López Mateo, Luna Park, Magnolias, Mojados, Monguito, Monte Azul, Musmani, Paso Ancho, Presidentes, San Martín, San Sebastián, Santa Rosa, Seminario, Zorobarú. Además, pese a que Parque de la Paz está segregado como barrio éste no está poblado porque alberga en su totalidad al parque homónimo.

## Transporte

### Carreteras
Al distrito lo atraviesan las siguientes rutas nacionales de carretera:
- Ruta nacional 39
- Ruta nacional 175
- Ruta nacional 209
- Ruta nacional 213
- Ruta nacional 214